# سملات
السملات عبارة عن كمرات، توجه بطريقة أفقية، تصمم لحمل أحمال كبيرة وتتحمل قوات ميكانيكية هامة.

## في المباني
السملات عبارة عن كمرات مستطيلة الشكل موجه بطريقة أفقية من الأسمنت المسلح تصمم لحمل أحمال الحوائط ونقلها إلى الأعمدة كما تقوم بربط القواعد المنفصلة بعضها ببعض لتسليح هيكل المبنى.
تستخدم السملات في حالة إذا كان عمق الحفر للأساسات كبير وذلك لحمل حوائط الدور الأرضي حيث أنه لو تم وضعها على الميد مباشرة فيكون ارتفاع الحائط كبير بحيث أنه قد يحدث عدم استقرار تحت هذا الارتفاع الكبير كما أنه أيضا من فوائد السملات هو تقليل طول الانبعاج للأعمدة حتى لا يحدث عزم اضافى نتيجة الانبعاج.
يكون تسليح السملات أقل كثيرا من تسليح الشدادات وغالبا ما تكون قطاعات السملات ثابتة لا تحتاج إلى تصميم حيث أن الأحمال عليها ليست كبيرة ويكون شكل التسليح في السملات مشابها لتسليح الكمرات.
تكون الشدادات بين القواعد التي بجوار الجار والقواعد الأخرى حيث يكون العمود على وش القاعدة فيجب وضع شداد حتى لا تنقلب القاعدة مع وزن العمود وحتى تسبب اتزان للعمود وتكون الشدادات ذات قطاعات كبيرة ولها تصميم تبعا للحمل الواقع على العمود وكذلك حديد التسليح يكون أكبر منه كثيرا عن السملات.
السمالة هي كمرة مثل كمرة السقف وهي مصممة لحمل الحوائط فوقها أما الشداد فهي عبارة عن كمرة خرسانية أيضا ولكن مصممة بين قاعدة الجار التي تحمل حمل العمود في أقصى طرف القاعدة المجاور للجار والقاعدة المقابلة وذلك لتلافي التفاف قاعدة الجار بسبب الحمل اللامركزي لعمود الجار الشدادات يتم صبها مع القاعدة وتستخدم لربط القواعد مع بعضها في حالة التربة الضعيفة أما السملات فهي لتحديد تقسيمات المباني.

## في البحرية
تعتبر السملات جزءا أفقيا هام من هيكل السفينة.

## في السكك الحديدية
السملات عبارة عن طريق لسكك الحديدية، وتكون أطول من المعتاد، تستخدم لدعم أجهزة قنوات.
غالبا ما تكون السملات مصنوعة من الاسمنت أو من الاسمنت المسلح أو من الحديد أو من الخشب أو من أي مكون يمكنه تحمل قوات ميكانكية هامة ترتبط بالهيكل المنتمي إليه.